# NBA Street V3
NBA Street V3 — відеогра-симулятор баскетболу, третя в серії NBA Street і продовження NBA Street Vol. 2. Гра була випущена для PlayStation 2, GameCube і Xbox, а також порт для PlayStation Portable під назвою NBA Street Showdown.
Версія для GameCube містить Маріо, Луїджі та Принцеса Піч як іграбельних персонажів. Це було частиною угоди, яка компанія Nintendo мала з EA Sports, щоб інтелектуальні властивості Nintendo з'являлися на їхніх консолях в іграх EA.